# Charaxes violacea
Charaxes violacea är en fjärilsart som beskrevs av Rothschild 1900. Charaxes violacea ingår i släktet Charaxes och familjen praktfjärilar. Inga underarter finns listade i Catalogue of Life.